# Teódoto (prefeito pretoriano)
Teódoto (em latim: Theodotus) foi um oficial bizantino do século VI, ativo durante o reinado do imperador Justiniano (r. 527–565).

## Vida
Teódoto aparece pela primeira vez em 541, quando exerceu a função de prefeito pretoriano do Oriente; ele manteve-se nesse posto até 542/3. Inúmeras leis preservadas no Código de Justiniano citam-no pelo tempo que esteve em ofício e o historiador Procópio de Cesareia cita que não era homem particularmente bom, mas que não foi perverso o suficiente para agradar Justiniano e a imperatriz Teodora (r. 527–548), razão pela qual substituíram-no por Pedro Barsimes; talvez foi nessa época que emitiu extenso decreto prefeitoral. Novamente assumiu o ofício de prefeito pretoriano em 546/7, em sucessão de Barsimes, e ficou nele talvez até a posse de Basso em 548. Aparentemente faleceu em ofício. Alguns anos depois, Adeu admitiu que matou-o pelo uso de feitiçaria.